# Jan Vehar
Jan Vehar, slovenski pevec zabavne glasbe, novinar, TV-voditelj, podcaster, radijski moderator; * 23. september 1993, Postojna.
Rodil se je 23. septembra 1993 v postojnski porodnišnici mami Damijani in očetu Jožetu. Že kot majhen otrok je začel izkazovati zanimanje za delo v svetu šovbiznisa. Leta 2003 je, v sodelovanju z revijo Pil, v Narodni in univerzitetni knjižnici opravil intervju s Tonetom Pavčkom.
Po končanem šolanju na Umetniški gimnaziji v Novi Gorici se je začel resneje spogledovati predvsem z odnosi z javnostmi ter povezovanjem prireditev.
Leta 2016 se je odzval povabilu turškega producenta in glasbenika Serhata, ki je istega leta predstavljal San Marino na tekmovanju za pesem Evrovizije, da odpotuje v Istanbul kot predstavnik slovenske žirije na tekmovanju Vodafone Freezone. Tam je kasneje spletel vezi z malteškim producentom Philipom Vello. Istega leta je začel sodelovati tudi z lokalno televizijo TV Celje kot reportažni novinar pri oddaji Za vas z dogodkov.
V letu 2017 je podpisal pogodbo z založniško hišo Dallas Records ter z njimi izdal svoj prvi singel "Too Good to Be True" izpod peresa Philipa Velle, Gerarda Jamesa Borga in Seana Velle. Za to isto skladbo je posnel tudi videospot skupaj s produkcijsko skupino InspiredByMotion.
Med letoma 2014 in 2019 je aktivno deloval (ter še vedno deluje) tudi kot del slovenske novinarske delegacije na tekmovanju za pesem Evrovizije v Kopenhagnu, na Dunaju, v Stockholmu, Kijevu v Lizboni, ter v Tel Avivu.
Leta 2018 je predstavil novo skladbo "Tvoj je čas" avtorjev Boruta Šemerla (glasba) in Renate Tratar (besedilo). Skladba je bila sprejeta na mednarodno glasbeno tekmovanje Festival novih skladb – FeNS 2018 (v kategoriji Nova scena) ter uvrščena v finalni večer tekmovanja. Ob uradnem izidu je dosegla prvo mesto na slovenski iTunes lestvici (iTunes Slovenia Charts).
Od marca 2019 je voditelj programa na Radiu Robin.

### Diskografija
| Naslov                | Leto | Mesto na lestvici | Album |
| Naslov                | Leto | SLO               | Album |
| --------------------- | ---- | ----------------- | ----- |
| "Too Good to Be True" | 2017 | 82.               | –     |
| "Tvoj je čas"         | 2018 | 1.                | –     |